# Högsrum
Högsrum är kyrkby i Högsrums socken i Borgholms kommun på mellersta Öland, ca 1,5 mil söder om staden Borgholm.
På orten finns en ICA-affär, skola och fritidshem samt Högsrums kyrka.